# 酸豆角
酸豆角，又称酸豇豆，是一种用豇豆腌制而成食品，流行于中国南方地区。

## 制作方法
制作方法与泡菜相似。将新鲜豇豆清洗干净后晾干表面水分，按一定比例在可密闭容器中放入豇豆、盐和其它调味料，加入水之后密闭，经过一段时间发酵，变酸之后即可食用。

## 食用方法
可直接作为泡菜食用，也可作为炒饭、炒菜等的配料。